# Маријан Кристан
Маријан Кристан (словен. Marijan Kristan; Јесенице, 16. јул 1937 − Јесенице, 12. новембар 2006) био је југословенски и словеначки хокејаш на леду.
Највећи део играчке каријере провео је у редовима Акрони Јесеница са којима је освојио 9 титула првака Југославије.
За сениорску репрезентацију Југославије наступио је на ЗОИ 1964. у Инзбруку.